# آکی
سیب آکی (نام علمی: Blighia sapida) نام یک گونه از تیره ناترکیان است. این میوه، میوهٔ ملی کشور جامائیکا است. دانه‌های این سیب نسبت به دانه‌های سیب‌های دیگر بسیار سمی است. در صورت کال بودن سیب آکی خوردن آن باعث تب و استفراغ جامائیکایی می‌شود. درصد کشندگی آن بیماری زیاد است. فقط قسمت زرد رنگ و گوشتی سیب آکی قابل خوردن است. یادتان نرود پوستهٔ این سیب باعث مرگ۱۰۰٪شما می‌شود پس آن را نباید همراه میوه مصرف کنیم. این میوه یک مغز گیاهی است. این سیب بومی غرب آفریقا است. و اندازه اش از پنج سانتی‌متر تا ده سانتی‌متر است. قسمت زرد رنگ گوشتی میوه آریل می‌گویند برای مصرف آریل‌ها باید آنان را در آب بجوشانیم و آنها را مصرف کنیم و در موقع کالی سبز است.

## نگارخانه

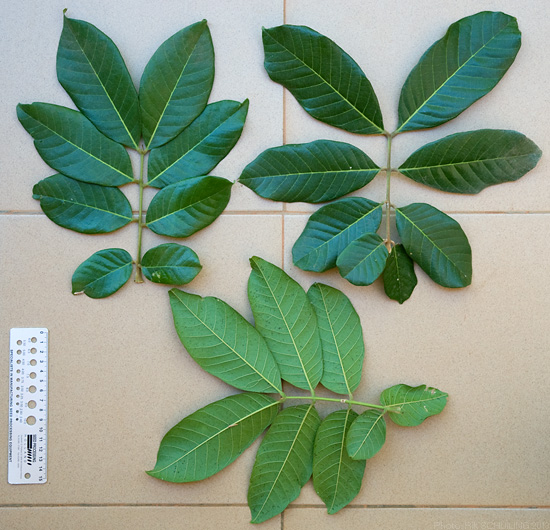
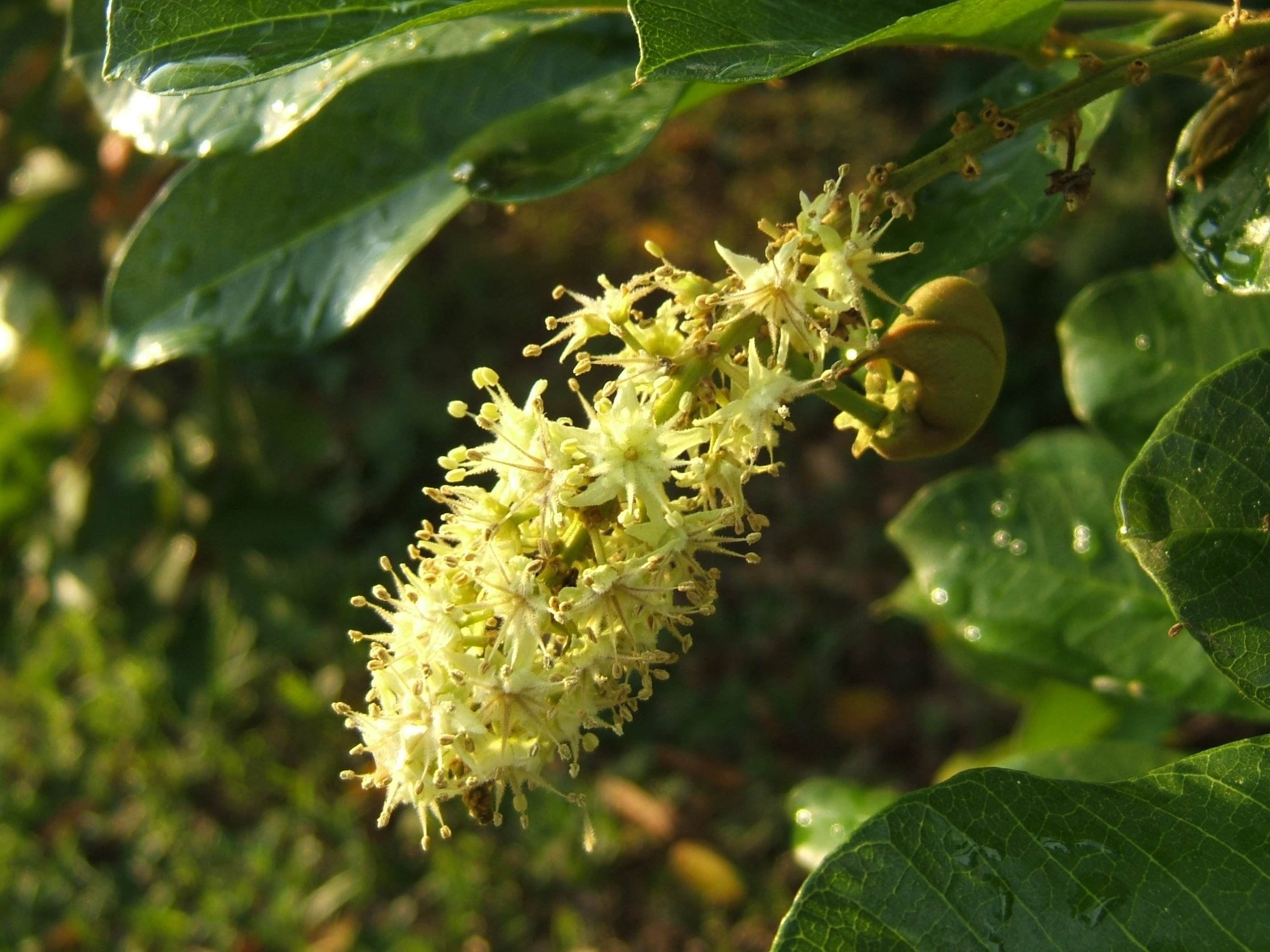
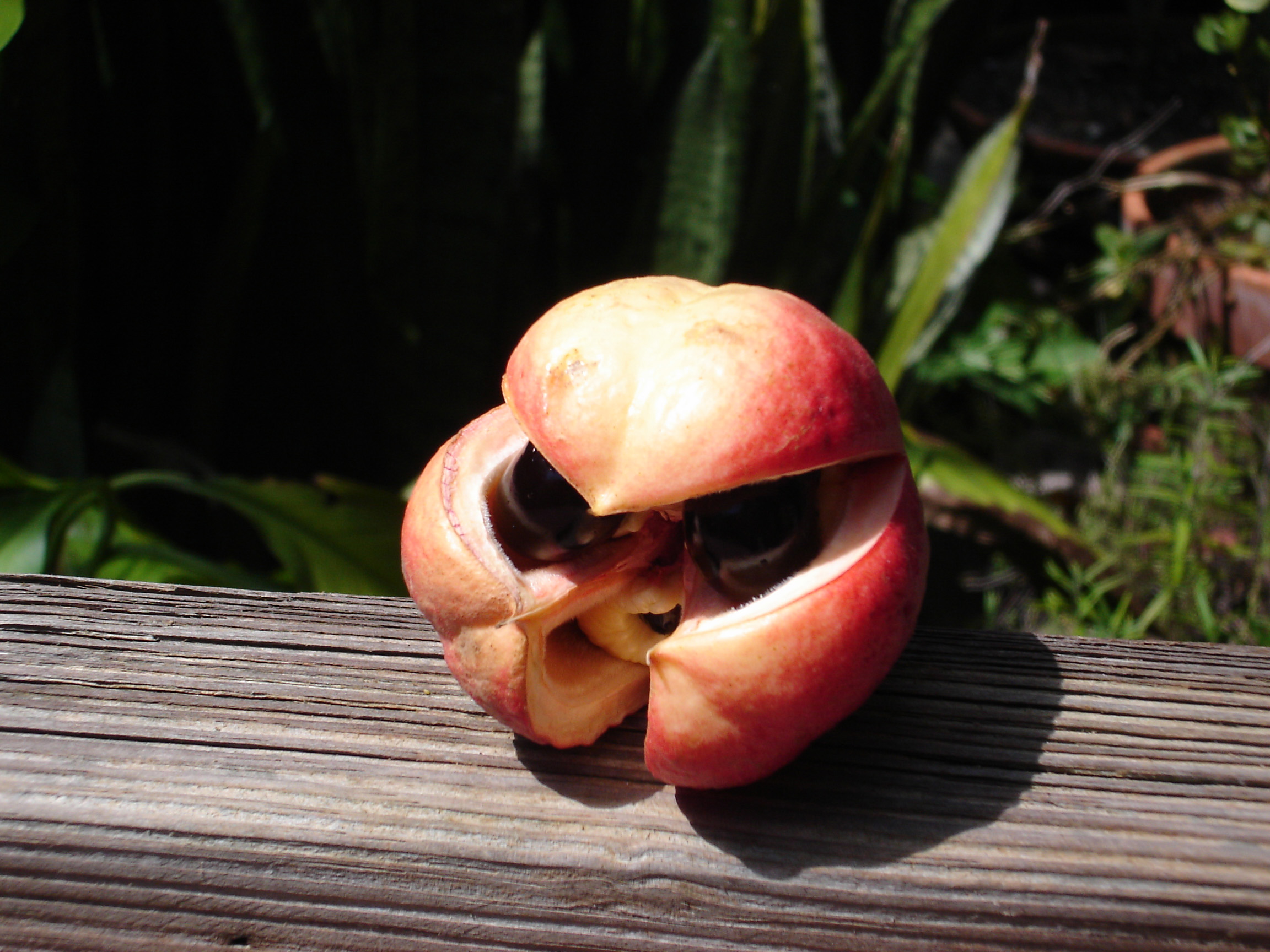
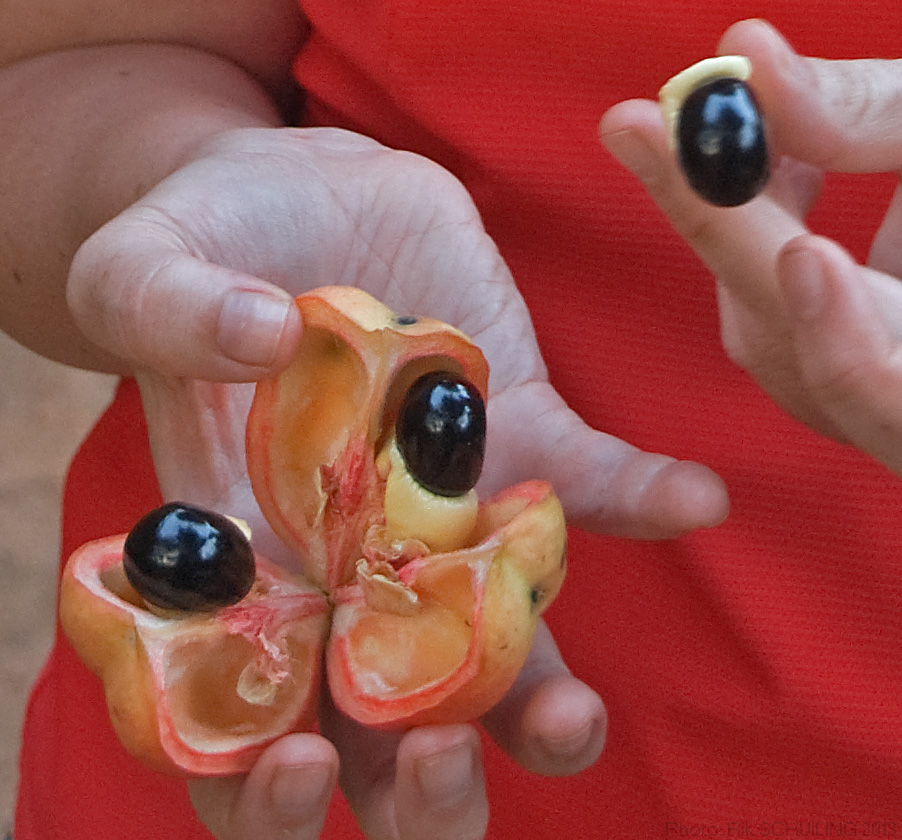
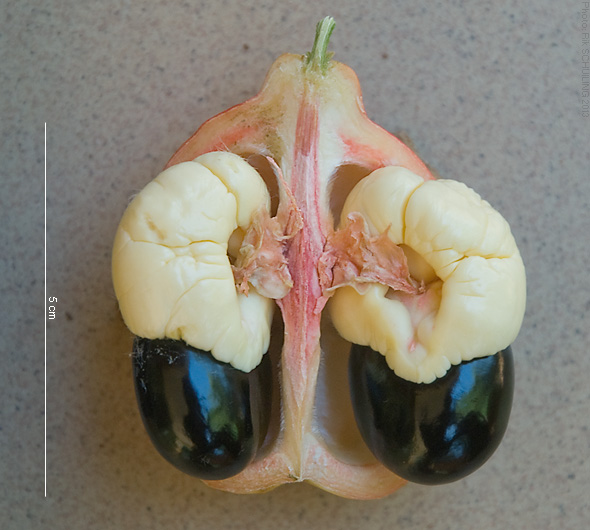
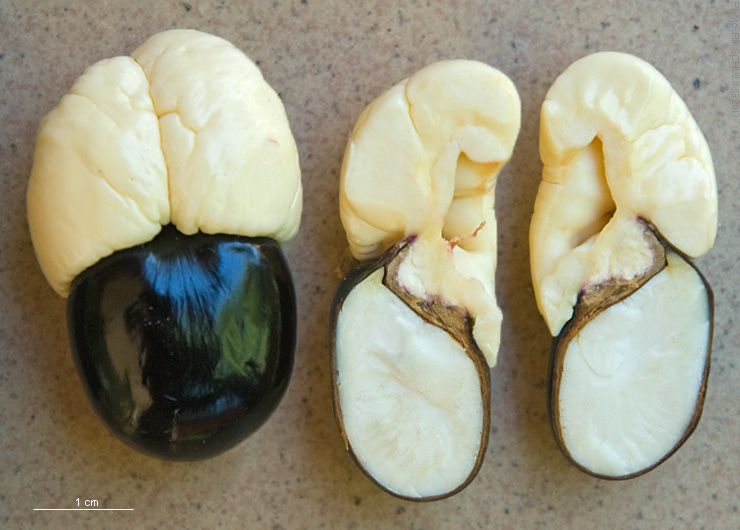